# Рейна Регенте (бронепалубен крайцер, 1906)
Рейна Регенте (на испански: Reina Regente) е бронепалубен крайцер на Военноморските сили на Испания от края на 19 и началото на 20 век. Корабът е построен за около 13 години и за времето на строеж, от много прилична бойна единица, се превръща в морално остарял към момента на влизането си в строй. През Първата световна война служи като учебен кораб.
Защитата на кораба е съставена от карапасна бронирана палуба (90 mm в плоската част по средата на кораба със 120 mm скосове и 51 mm в плоската част с 68 mm скосове в носа и кърмата на кораба) и броня по щитовете на оръдията от главния калибър и бойната рубка.